# Veneranda García Manzano
Veneranda Manzano Blanco, més coneguda com a Veneranda García Manzano (Beloncio, Piloña, 27 d'abril de 1893 - Oviedo, 10 de febrer de 1992) va ser una mestra espanyola, diputada i una de les principals dirigents socialistes asturianes durant la Segona República.

## Biografia
Mestra des de 1915 treballa a Bueres, Casu. Després de contreure matrimoni el 1918 es trasllada a Cuba on resideix durant gairebé deu anys. En 1928 s'integra en el sindicat de l'ensenyament de la UGT. En 1930 participa en la creació del Cercle Republicà de Llanes. En 1931, abans de la proclamació de la República, ingressa al PSOE, passant a presidir l'Agrupació Socialista de Llanes.
A les eleccions de 1933 va ser una de les cinc diputades escollides al costat de les també socialistes María Lejárraga, Margarita Nelken i Matilde de la Torre Gutiérrez, i Francisca Bohigas, de la CEDA.
Detinguda el 13 de novembre després de la revolució d'octubre de 1934, va ser posada en llibertat als pocs dies.
Durant la Guerra Civil va ser directora de Colònies Infantils del Ministeri d'Instrucció Pública. Després de la caiguda del Nord, ja a Catalunya, s'afilia, a l'abril de 1938, a l'Agrupació de Socialistes Asturians, a Barcelona. En aquesta època ocupa el càrrec de vocal del Tribunal d'Espionatge a Castelló.
Exiliada i cega s'establí a Mèxic. En 1946 a Juan Negrín i un grup de 35 correligionaris més, entre els quals es trobava Veneranda, els va ser retirat el carnet. En 1947 va ingressar en el Partit Comunista d'Espanya. Va tornar a Espanya en 1977. En el 37 Congrés Federal del PSOE, celebrat a Madrid al juliol de 2008, es va aprovar una Resolució que els reintegrava a la disciplina del Partit, a títol pòstum i amb caràcter general. Un any després, el 24 d'octubre de 2009, es va fer lliurament dels carnets en un acte celebrat a la seu del PSOE, recollint el seu fill Ramón García Manzano, mort recentment a Bordeus el 7 d'octubre de 2010 quan visitava a la seva filla (el residia a Mèxic des de 1939 com la seva mare).

## Escrits
- Por qué soy republicana, El Pueblo, Llanes, 25 d'abril de 1931.[5]

## Distincions
El 6 de juny de 1989 fou nomenada Hijo Adoptivo de la Ciudad de Oviedo per l'alcalde Antonio Masip Hidalgo.